# Vierge à l'Enfant soutenu par un ange sous une guirlande
Vierge à l'Enfant soutenu par un ange sous une guirlande  (en italien : Madonna col Bambino e un angelo) est une peinture religieuse de Sandro Botticelli, datant de 1465-1467 environ. Cette tempera sur bois de peuplier est conservée au Musée Fesch à Ajaccio.

## Historique
Le mauvais état de conservation ne permet pas de l’affirmer avec certitude mais ce tableau est probablement l'une des toutes premières œuvres de jeunesse de Botticelli qui, à l'époque, était en apprentissage auprès du maître florentin Fra Filippo Lippi avec lequel il participa probablement à la réalisation des fresques de Prato.
À cette époque les tableaux de Vierge et Enfant étaient commandées fréquemment par les familles florentines et ces compositions ont permis à Botticelli d'améliorer son style, ses cadrages et sa technique.
La peinture a rejoint la collection collection du cardinal Joseph Fesch à Rome qui l'a léguée en 1839 à la ville d'Ajaccio.

## Thème
L'œuvre reprend la représentation récurrente dans la peinture chrétienne de la Vierge à l'Enfant (ou Madone), présentant la Vierge Marie avec l'Enfant Jésus ici en compagnie d'un ange sous une guirlande.

## Description
La Vierge richement habillée, avec une veste comportant une fine broderie d’or, est debout sur un pavement en marbre et se penche s'apprêtant à saisir l'Enfant qu'un ange lui offre.
En arrière-plan figure un transenne rosé, tandis que, sur le haut, courent quelques festons et sur les côtés des guirlandes.

## Analyse
L'attitude de la composition rappelle celle de la Lippina de Fra Filippo Lippi (1465 env.).Le style est proche de celui de Lippi mais la position debout de la Vierge et la pâleur des carnations laisse supposer qu’il s’agit là d’une des premières œuvres de l’artiste.
On note une certaine inexpérience, comme l'absence de maîtrise en perspective qui rend incertain le rendu de détail de la guirlande ainsi que le positionnement des personnages dans la profondeur de l'espace, en outre, le pavement semble s’incliner vers le spectateur donnant la sensation que les personnages vont glisser.
Par contre on remarque déjà le goût pour les physionomies élégantes, la recherche de la beauté idéale, la prépondérance du dessin et de la ligne de contour, les formes souples, les couleurs délicatement associées, la chaleur des figures sacrées et la prédilection pour les figures humaines par rapport à l'arrière-plan et le décor.

## Sources
- (it) Cet article est partiellement ou en totalité issu de l’article de Wikipédia en italien intitulé « Madonna col Bambino e un angelo (Botticelli) » (voir la liste des auteurs).